# Kovurpalle
Kovurpalle is een census town in het district Nellore van de Indiase staat Andhra Pradesh. 

## Demografie
Volgens de Indiase volkstelling van 2001 wonen er 8534 mensen in Kovurpalle, waarvan 49% mannelijk en 51% vrouwelijk is. De plaats heeft een alfabetiseringsgraad van 76%. 